# Henry Weed Fowler
Henry Weed Fowler (Holmesburg, Pennsylvania, 23 de març de 1878 – 21 de juny de 1965) va ser un zoòleg nord-americà.

## Biografia
Va estudiar a la Universitat Stanford, on va tenir com a professor a David Starr Jordan. Va ingressar en l'Academy of Natural Sciences a Filadèlfia l'any 1894 i va desenvolupar la seva activitat durant 71 anys en aquesta institució, treballant com a ajudant des de 1903 fins al 1922, com a conservador adjunt de vertebrats entre 1922 i 1934, conservador de peixos i rèptils entre els anys 1934 i 1940 i conservador exclusivament de peixos entre 1940 i 1965.
Va publicar material sobre nombrosos temes, entre els quals s'inclouen crustacis, aus, rèptils i amfibis, però la part més important del seu treball està dedicada als peixos. Un exemple seria que va descriure el peix panga.
L'any 1916 va participar amb John Treadwell Nichols i Dwight Franklin en la fundació de la American Society of Ichthyologists and Herpetologists, de la qual va ser tresorer fins a finals del 1927.
Henry W. Fowler també va ser membre del Delaware Valley Ornithological Club des del 1894 fins al dia de la seva mort i va assumir el càrrec de president del Club durant el període 1916-1918.

## Abreviatura
L'abreviatura Fowler s'usa per indicar a Henry Weed Fowler com autoritat en la descripció i taxonomia dins el camp de la zoologia.